# رومانو سيون
رومانو سيون (بالهولندية: Romano Sion)‏ هو لاعب كرة قدم هولندي في مركز الهجوم، ولد في 9 يونيو 1971 في باراماريبو في سورينام. لعب مع نادي غرونينغن.

## وصلات خارجية
- رومانو سيون على موقع قاعدة بيانات كرة القدم.إي يو (الإنجليزية)
- رومانو سيون على موقع عالم كرة القدم.نت (الإنجليزية)